# Бейкер, Брайан (теннисист)
Бра́йан Бе́йкер (англ. Brian Baker; род. 30 апреля 1985 года в Нашвилле, США) — американский теннисист; победитель двух турниров ATP в парном разряде; победитель одиночного турнира Orange Bowl-2002; финалист одного юниорского турнира Большого шлема в одиночном разряде (Открытый чемпионат Франции-2003); финалист двух юниорских турниров Большого шлема в парном разряде (Уимблдон, Открытый чемпионат США-2002); экс-вторая ракетка мира в юниорском одиночном рейтинге и экс-пятая ракетка мира в юниорском парном рейтинге.

## Общая информация
Брайан — один из трёх детей Джеки и Стива Бейкеров. Сами родители не занимались теннисом, но всячески пытались заинтересовать своих детей этой игрой. У двоих из них — Кэтрин и Арта — занятия теннисом так и не ушли дальше университетских соревнований, а Брайан, в какой-то момент занялся видом профессионально.
Бейкер впервые занялся теннисом в 2 года.
Американец обладает весьма хрупким здоровьем: за свою карьеру он пережил немало операций. Из-за них он периодически надолго выпадал из тенниса, не играя, например, весь 2006 год, затем ещё 3,5 года (с 2008 по середину 2011 года). Во время пауз в выступлениях работает ассистентом главного тренера по секции мужского тенниса в Бельмонтском университете в Нашвилле.

## Спортивная карьера
На юниорском этапе карьеры Бейкер смог хорошо себя зарекомендовать. В 2002 году он дважды выходил в парах в финал юниорских турниров Большого шлема — Уимблдон (в паре с Радживом Рамом) и Открытый чемпионат США (в паре с Крисом Гуччоне). В конце года он победил на престижном юниорском турнире Orange Bowl. В 2003 году Бейкер сыграл в финале юниорского одиночного Ролан Гаррос, в котором уступил Стэну Вавринке. В юнироском рейтинге Бейкер максимально поднимался на вторю позицию в одиночках и пятую в парах.
Дебют в АТП-туре Бейкер совершил в 2002 году, получив специальное приглашение на американские турниры: в марте в парном разряде в Майами и в августе в одиночном в Индианаполисе. В мае 2003 года он выиграл первый титул из серии «фьючерс» в парном разряде. В августе американец впервые сыграл на взрослом турнире Большого шлема, выступив на домашних соревнованиях в США, где в первом раунде он проиграл Юргену Мельцеру. В январе 2004 года Бейкер выиграл первый «фьючерс» в одиночках. Первый трофей из серии «челленджер» Бейкер взял в июле в парном разряде на турнире в Гранби. В августе на «челленджере» в Денвере он сумел сделать победный дубль, выиграв в одиночном и парном розыгрыше турнира. В ноябре Брайан выиграл парный «челленджер» в Эрбане. На Открытом чемпионате США 2005 года ему удалось в первом раунде обыграть № 9 в мире на тот момент Гастона Гаудио.
В период с 2006 по июль 2011 года Бейкер практически не выступал (за исключением двух турниров в 2007 году) из-за многочисленных травм и операций. В апреле 2012 года ему удалось выиграть «челленджер» в Саванне. В мае он преподнёс сюрприз на турнире АТП в Ницце. Пройдя три раунда квалификации, в основной сетке Бейкер выиграл ещё четыре матча подряд у таких теннисистов как: Сергей Стаховский, Гаэль Монфис, Михаил Кукушкин и Николай Давыденко. В своём дебютном в Мировом туре финальном матче он все же проиграл испанцу Нмколасу Альмагро — 3-6, 2-6. На Уимблдонском турнире 2012 года Бейкер сделал самое удачное своё выступление на Больших шлемах. Начав выступление с квалификации он смог в итоге забраться в стадию четвёртого раунда. Этот результат позволил американцу впервые подняться в топ-100 мирового одиночного рейтинга. В конце октября он поднялся на 52-ю строчку, которая стала самой высокой в его карьере.
2013 год Бейкер провёл не полностью и вновь выбыл на долгий срок из-за здоровья. На корт он вернулся уже в 2016 году. В августе Брайан выступил на Олимпийских играх в Рио-де-Жанейро. В одиночном турнире он проиграл в первом раунде Юити Сугите, а в парном разряде с Радживом Рамом выбыл во втором. Наибольших успехов после возвращения на корт Бейкер достиг в парном разряде. В 2016 году он выиграл пять парных «челленджеров». В феврале 2017 года американцу удалось завоевать первый в карьере титул АТП. В дуэте с хорватом Николой Мектичем он взял парный приз турнира в Мемфисе. В марте на турнире серии мастерс в Майами в паре с Даниэлем Нестором он вышел в полуфинал. В апреле он выиграл второй титул, взяв его на турнире в Будапеште (вновь в паре с Мектичем). Последним выступлением в году стало участие в Открытом чемпионате США, после которого до настоящего момента не играл на профессиональных турнирах.

## Рейтинг на конец года
| Год  | Одиночный рейтинг | Парный рейтинг |
| 2017 | 1 129             | 43             |
| 2016 | 245               | 69             |
| 2013 | 359               | 346            |
| 2012 | 61                | 261            |
| 2011 | 456               |                |
| 2008 | 842               | 1552           |
| 2006 | 205               | 487            |
| 2005 | 178               | 120            |
| 2004 | 422               | 400            |
| 2003 | 614               | 776            |

## Выступления на турнирах

### Финалы турнировATPв одиночном разряде (1)

#### Поражения (1)
| Титулы                     |
| -------------------------- |
| Турниры Большого Шлема (0) |
| Олимпиада (0)              |
| Финал Мирового тура (0)    |
| ATP Masters 1000 (0)       |
| ATP 500 (0)                |
| ATP 250 (0+2*)             |

| Титулы по покрытиям | Титулы по месту проведения матчей турнира |
| ------------------- | ----------------------------------------- |
| Хард (0+1*)         | Зал (0+1)                                 |
| Грунт (0+1)         | Зал (0+1)                                 |
| Трава (0)           | Открытый воздух (0+1)                     |
| Ковёр (0)           | Открытый воздух (0+1)                     |

* количество побед в одиночном разряде + количество побед в парном разряде.
| №  | Дата        | Турнир         | Покрытие | Соперник в финале | Счёт    |
| 1. | 26 мая 2012 | Ницца, Франция | Грунт    | Николас Альмагро  | 3-6 2-6 |

### Финалычелленджерови фьючерсов в одиночном разряде (10)

#### Победы (6)
| Титулы             |
| Челленджеры (2+8*) |
| Фьючерсы (4+3)     |

| Титулы по покрытиям | Титулы по месту проведения матчей турнира |
| ------------------- | ----------------------------------------- |
| Хард (3+9*)         | Зал (0+3)                                 |
| Грунт (3+2)         | Зал (0+3)                                 |
| Трава (0)           | Открытый воздух (6+8)                     |
| Ковёр (0)           | Открытый воздух (6+8)                     |

* количество побед в одиночном разряде + количество побед в парном разряде.
| №  | Дата           | Турнир          | Покрытие | Соперник в финале   | Счёт       |
| 1. | 18 января 2004 | Тампа, США      | Хард     | Тодд Уидом          | 6-3 6-4    |
| 2. | 8 августа 2004 | Денвер, США     | Хард     | Кей-Джей Хиппенстил | 7-6(5) 6-4 |
| 3. | 10 июля 2011   | Питтсбург, США  | Грунт    | Бьорн Фратанджело   | 7-5 6-3    |
| 4. | 29 января 2012 | Уэстон, США     | Грунт    | Джейсон Каблер      | 7-5 6-3    |
| 5. | 25 марта 2012  | Коста-Меса, США | Хард     | Грегори Уэллетт     | 6-1 6-2    |
| 6. | 29 апреля 2012 | Саванна, США    | Грунт    | Огюстен Жансс       | 6-4 6-3    |

#### Поражение (4)
| №  | Дата           | Турнир              | Покрытие | Соперник в финале   | Счёт           |
| 1. | 13 апреля 2003 | Литл-Рок, США       | Хард     | Игнасио Иригойен    | 6-3 5-7 3-6    |
| 2. | 23 мая 2004    | Тампа, США          | Грунт    | Кей-Джей Хиппенстил | 6-1 6-7(5) 2-6 |
| 3. | 7 мая 2005     | Туника-Ресортс, США | Грунт(i) | Джеймс Блейк        | 2-6 3-6        |
| 4. | 13 ноября 2011 | Ноксвилл, США       | Хард(i)  | Джесси Левайн       | 2-6 3-6        |

### Финалы турнировATPв парном разряде (2)

#### Победы (2)
| №  | Дата            | Турнир            | Покрытие | Партнёр       | Соперники в финале                | Счёт       |
| 1. | 19 февраля 2017 | Мемфис, США       | Хард(i)  | Никола Мектич | Стив Джонсон Райан Харрисон       | 6-3 6-4    |
| 2. | 30 апреля 2017  | Будапешт, Венгрия | Грунт    | Никола Мектич | Хуан Себастьян Кабаль Роберт Фара | 7-6(2) 6-4 |

### Финалычелленджерови фьючерсов в парном разряде (15)

#### Победы (11)
| №   | Дата            | Турнир           | Покрытие | Партнёр             | Соперники в финале                | Счёт              |
| 1.  | 18 мая 2003     | Ориндж-Парк, США | Грунт    | Филлип Симмондс     | Брендан Эванс Маркос Ондруска     | 4-6 7-5 6-4       |
| 2.  | 26 октября 2003 | Арлингтон, США   | Хард     | Бобби Рейнольдс     | Хамид Мирзаде Вахид Мирзаде       | 6-2 6-2           |
| 3.  | 18 января 2004  | Тампа, США       | Хард     | Раджив Рам          | Хантли Монтгомери Трипп Филлипс   | 6-3 3-6 6-2       |
| 4.  | 18 июля 2004    | Гранби, Канада   | Хард(i)  | Фрэнк Данцевич      | Харел Леви Давиде Сангвинетти     | 6-2 7-6(5)        |
| 5.  | 8 августа 2004  | Денвер, США      | Хард     | Раджив Рам          | Джейми Дельгадо Джонатан Маррей   | 6-2 6-2           |
| 6.  | 20 ноября 2004  | Эрбана, США      | Хард(i)  | Раджив Рам          | Джастин Гимельстоб Грейдон Оливер | 7-6(5) 7-6(7)     |
| 7.  | 24 апреля 2016  | Саванна, США     | Грунт    | Райан Харрисон      | Пурав Раджа Дивидж Шаран          | 5-7 7-6(4) [10-8] |
| 8.  | 9 октября 2016  | Стоктон, США     | Хард     | Сэмюэль Грот        | Мэтт Рид Джон-Патрик Смит         | 6-2 4-6 [10-2]    |
| 9.  | 16 октября 2016 | Фэрфилд, США     | Хард     | Маккензи Макдональд | Секу Бангура Эрик Куигли          | 6-3 6-4           |
| 10. | 23 октября 2016 | Лас-Вегас, США   | Хард     | Мэтт Рид            | Денис Кудла Бьорн Фратанджело     | 6-1 7-5           |
| 11. | 6 ноября 2016   | Шарлотсвилл, США | Хард(i)  | Сэмюэль Грот        | Брайдан Клейн Руан Рулофс         | 6-3 6-3           |

#### Поражения (4)
| №  | Дата            | Турнир       | Покрытие | Партнёр    | Соперницы в финале              | Счёт        |
| 1. | 21 апреля 2002  | Елкин, США   | Хард     | Раджив Рам | Хантли Монтгомери Трипп Филлипс | 6-2 4-6 4-6 |
| 2. | 2 ноября 2002   | Хэммонд, США | Хард     | Раджив Рам | Хантли Монтгомери Трипп Филлипс | 3-6 1-6     |
| 3. | 22 ноября 2003  | Эрбана, США  | Хард(i)  | Раджив Рам | Трэвис Перротт Бруно Соарес     | 6-4 4-6 1-6 |
| 4. | 15 февраля 2004 | Джоплин, США | Хард(i)  | Раджив Рам | Лу Яньсюнь Бруно Соарес         | 6-3 1-6 1-6 |